# RAF-groep nr. 9
RAF-groep nr. 9 (Engels: No. 9 Group RAF) was een vliegtuigformatie van de Royal Air Force tijdens de Tweede Wereldoorlog.

## Geschiedenis
RAF-groep nr. 9 werd op 1 april 1918 in Sector 2 opgericht. In mei 1918 werd de groep overgeheveld naar de Sector Zuidwest en op 15 mei 1919 alweer ontbonden.
Bij de heroprichting maakte RAF-groep nr. 9 deel uit van Fighter Command. In september 1940 werd zij opgericht met als doel het noordwesten van Engeland en Noord-Ierland tegen de Luftwaffe te beschermen. Ze was gestationeerd op Samlesbury Aerodrome in Lancashire.
RAF-groep nr. 9 vloog met Hawker Hurricanes en Airspreed Oxfords. Op 15 september 1944 werd de groep samengevoegd met RAF-groep nr. 12.

## Bevelhebbers
RAF-groep nr. 9 had de volgende bevelhebbers:

### 1918 tot 1919
- Brigadier-General H D Briggs (vanaf 1 april 1918)

### 1940 tot 1944
- Air Vice-Marshal W A McClaughry (vanaf 16 september 1940)
- Air Vice-Marshal L H Slatter (vanaf april 1942)
- Air Vice-Marshal W F Dickson (vanaf 26 juni 1942)
- Air Commodore C R Steele (tijdelijke benoeming in 1942)
- Air Vice-Marshal J W Jones (vanaf 10 november 1942)
- Air Vice-Marshal L N Hollinghurst (vanaf 2 juli 1943)
- Air Commodore C A Stevens (tijdelijke benoeming, 6 november 1943)
- Air Vice-Marshal D F Stevenson (vanaf 7 december 1943)